# Kamel Daoud
Kamel Daoud (en árabe : كمال داود), nacido el 17 de junio de 1970 en Mesra (wilaya de Mostaganem), en Argelia, es un escritor y periodista argelino que escribe en francés.

## Biografía
En 1994 empieza a escribir en Le Quotidien d'Oran.
En 2014 es finalista del Prix Goncourt con su novela Meursault, caso revisado, inspirada por El extranjero de Albert Camus.

### Polémica sobre las agresiones sexuales de 2016 en Alemania
El 31 de enero de 2016, Kamel Daoud publica una tribuna en el diario Le Monde donde comenta las agresiones sexuales del Año Nuevo 2016 en Alemania y considera que el islamismo es la causa principal de la «relación enfermiza hacia la mujer, el cuerpo y el deseo» en el mundo árabe.
En respuesta, un colectivo de antropólogos, sociólogos, periodistas e historiadores acusó a Kamel Daoud de reciclar «los antiguos tópicos orientalistas» y de «alimentar la islamofobia de una parte cada vez más importante de la población europea». Dicho colectivo considera que «imponer valores a las masas "enfermas", como el respeto hacia la mujer, es un proyecto escandaloso debido a la superioridad de los valores occidentales que presupone.
Kamel Daoud se mostró escandalizado:
«Pienso que es inmoral echarme en pasto al odio bajo el veredicto de islamofobia que hoy en día sirve de inquisición.» 
Decide para el periodismo pero sigue escribiendo crónicas para Le Point, el New York Times y Le Quotidien d'Oran. Comentando esta polémica, Laurent Bouvet considera que «una cierta izquierda, política e intelectual, también en la Universidad, se comporta de una forma muy complaciente con el islamismo y emplea contra los que no están de acuerdo métodos de intimidación y de descalificación, utilizando y abusando de la palabra "islamofobia".» 
La escritora franco-tunecina Fawzia Zouari también se puso del lado de Kamel Daoud, pidiendo que «se deje de criticar por un lado el silencio de los intelectuales musulmanes sobre las violencias perpetradas por algunos de sus correligionarios, y por otro de pedir que se callen cuando se apartan de lo políticamente correcto al tratar del islam. ¿Estamos obligados a mantener un discurso positivo y sin asperezas sobre nuestro mundo? Los orientalistas son en realidad los detractores de Kamel Daoud que solo conocen el mundo musulmán a través de los libros.»

## Obras

### Traducido en español
- Meursault, caso revisado, 2015.

### En francés
- Raïna raïkoum, Dar El Gharb, Oran, 2002 (recopilación de crónicas publicadas en Le Quotidien d'Oran)[1]
- La Fable du nain, Dar El Gharb, Oran, 2003 (récit)[1]
- Ô Pharaon, Dar El Gharb, Oran 2005
- L'Arabe et le Vaste Pays de ô... (nouvelles), Barzakh, Alger 2008.[2]}}
- La Préface du Nègre, Éditions Barzakh, Alger, 2008[3]}}
- Minotaure 504 (nouvelles), Sabine Wespieser éditeur, Paris, 2011 ISBN 978-2848050980.}}
- Meursault, contre-enquête (novela), Barzakh, 2013 ISBN 978-9931325567 et Actes Sud 2014 ISBN 978-2330033729.}}

Prix François-Mauriac de la région Aquitaine 2014
Prix des cinq continents de la Francophonie 2014
Finaliste du prix Goncourt 2014
Prix Goncourt du premier roman 2015
Liste Goncourt: le choix de l'Orient 2014, le choix roumain 2014, le choix serbe 2015
- Mes indépendances – Chroniques 2010-2016, Éditions Barzakh et Actes Sud, 2017 ISBN 978-2-330-07282-7
- Zabor ou Les Psaumes, Éditions Barzakh et Actes Sud, 2017 ISBN 978-2-330-08173-7

Prix Méditerranée 2018
- Le peintre dévorant la femme, Stock, 2018 ISBN 9782234083738